# Daggbjörnbär
Daggbjörnbär (Rubus glauciformis) är en rosväxtart som beskrevs av Carl Emil Gustafsson och H. Hyl.. Enligt Catalogue of Life ingår Daggbjörnbär i släktet rubusar och familjen rosväxter, men enligt Dyntaxa är tillhörigheten istället släktet rubusar och familjen rosväxter. Arten är reproducerande i Sverige. Inga underarter finns listade i Catalogue of Life.